# Christian Berge
Christian Berge (19 de julio de 1973, Trondheim, Noruega) fue un jugador profesional de balonmano que jugaba como central. Fue uno de los componentes de la Selección de balonmano de Noruega con la que disputó 63 partidos internacionales en los que anotó 251 goles, debutando un 2 de marzo de 1997 contra la selección de Egipto.
En otoño de 2004 le fue diagnosticado un cáncer linfático, por el cual tuvo que dejar momentáneamente la disciplina del SG Flensburg-Handewitt y ser sometido a un tratamiento de quimioterapia en su Trondheim natal, del que se recuperaría en unos meses, volviendo a las canchas antes de finalizar la temporada 2004/05.
Tras siete temporadas en Flensburg, en las que ganó la Bundesliga y la Copa de Alemania en tres ocasiones, llegando incluso a la final de la Liga de Campeones de 2004 en la que caerían derrotados por el RK Celje, ficharía por el Aarhus GF, por petición del que había sido su entrenador hasta 2003 en el SG Flensburg-Handewitt, el danés Erik Veje Rasmussen. 
En 2008 regresó a Noruega para fichar como jugador-entrenador por el Elverum Handball. A la finalización de la temporada 2010/11 dejó definitivamente las pistas para seguir su carrera solamente como entrenador, alzándose con los títulos de liga noruega en 2012, 2013 y 2014.
En febrero de 2014 fue nombrado seleccionador de Noruega en sustitución de Robert Hedin, siendo su primera competición oficial la eliminatoria de clasificación para el Campeonato del Mundo de 2015 en la que Noruega caería derrotada por Austria.
En 2016 llevó a Noruega a las semifinales del Campeonato Europeo de Balonmano Masculino de 2016, donde la selección noruega se tuvo que conformar con la cuarta plaza.

## Equipos

### Jugador
- Trondheim HK (1994-1995)
- Viking Stavanger HK (1995-1999)
- SG Flensburg-Handewitt (1999-2006)
- Aarhus GF (2006-2008)
- Elverum Handball (2008-2010)

### Entrenador
- Elverum Handball (2010-2014)
- Selección de balonmano de Noruega (2014-)

## Palmarés

### Jugador
- Liga de Noruega 1998
- Bundesliga 2004
- Copa de Alemania 2003, 2004, 2005
- Recopa de Europa 2001

### Entrenador
- Liga de Noruega 2012, 2013, 2014